# Mapa de bits
|  | No s'ha de confondre amb Matriu de punts. |

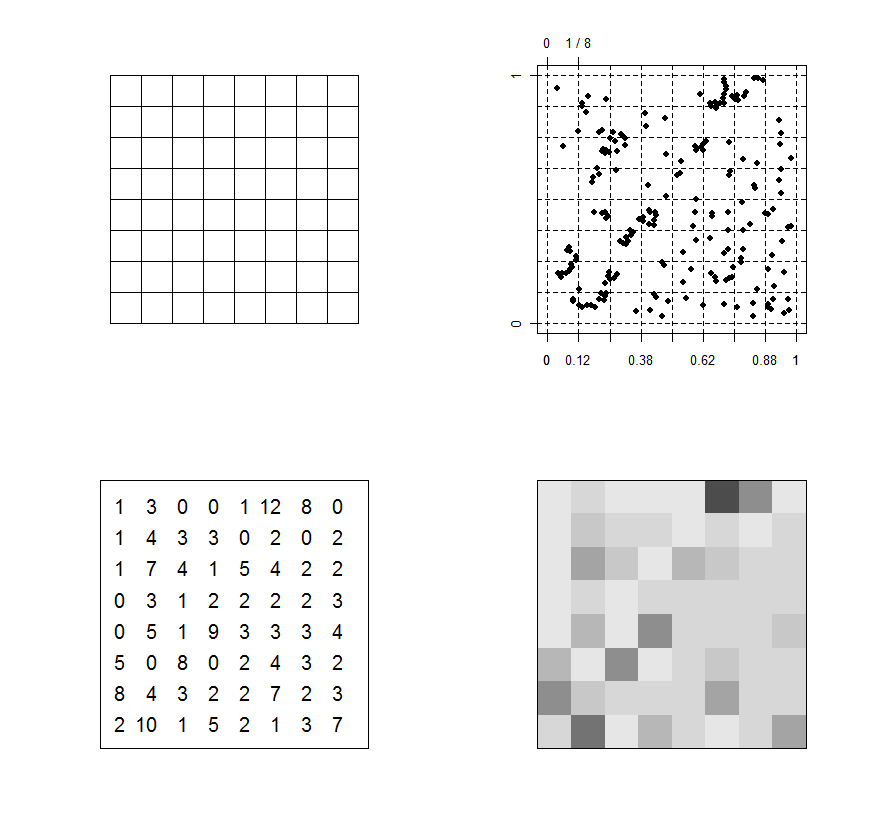
Un patró de punts es pot simplificar mitjançant un gràfic ràster

Un mapa de bits és una tècnica de representació d'una imatge mitjançant una sèrie de línies i columnes de píxels. També es diu imatge rasteritzada, bitmap, ràster. És una transformació digital d'una forma analògica que permet la transmissió, la impressió i la transformació d'imatges per via electrònica.

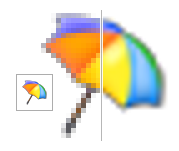
Ampliació d'un gràfic ràster, a l'esquerra amb repetició de píxels, a la dreta amb un filtre Mitchell-Netravalii

A les imatges rasteritzades es defineixen la seva alçada i amplada (en píxels o punts per polzada) i per la seva profunditat de color (en bits per píxel), que determina el nombre de colors diferents que es poden emmagatzemar en cada píxel i la qualitat del color de la imatge.
Els gràfics rasteritzats es distingeixen dels gràfics vectorials en què aquests darrers representen una imatge a través de l'ús d'objectes geomètrics com corbes de Bézier i polígons, no del simple emmagatzemament del color de cada píxel. El format d'imatge matricial està àmpliament estès i és el que se sol emprar per prendre fotografies digitals i realitzar captures de vídeo. Per la seva obtenció es fan servir convertidors analògic-digitals, com ara escàners i càmeres digitals.

## Colors
Cada píxel té el seu propi color; les imatges en el model de color RGB, per exemple, estan formades per píxels de tres bytes - un byte per cada un dels colors: vermell, verd i blau. Les imatges més senzilles requereixen menys informació per píxel; per exemple, una imatge composta únicament per píxels negres i blancs només requereix un bit per a cada píxel (1 si és negre, 0 si és blanc).

## Codificació
El nombre total de píxels (resolució d'imatge), i la quantitat d'informació de cada píxel (profunditat de color) determinen la qualitat de la imatge. Per exemple, una imatge que emmagatzemi 24 bits d'informació de color per píxel (l'estàndard per pantalles des 1995) pot representar més matisos de color que una imatge que només emmagatzemi 16 bits per píxel, però no tindrà el mateix nivell de detall que una que emmagatzemi 48 bits per píxel. D'aquesta manera, una imatge amb una resolució de 640 x 480 píxels (i per tant que conté 307.200 píxels) semblarà més petita que una imatge de 1280 x 1024 (1.310.720 píxels), però de la mateixa qualitat. Atès que emmagatzemar imatges d'alta qualitat requereix molt d'espai, els programes de tractament d'imatges sovint utilitzen tècniques de compressió de dades per reduir-ne mida.

## Resolució

Detall d'una imatge rasteritzada. Si ens hi apropem, podem veure els quadradets (píxels) que la formen.

Una imatge rasteritzada no es pot ampliar a qualsevol resolució sense que la pèrdua de qualitat sigui notòria. Aquest desavantatge contrasta amb les possibilitats que ofereixen els gràfics vectorials, que poden adaptar la seva resolució fàcilment a la resolució màxima de la nostra pantalla o un altre dispositiu de visualització. Les imatges rasteritzades són més pràctiques per prendre fotografies o filmar escenes, mentre que els gràfics vectorials s'utilitzen sobretot per al disseny gràfic o la generació de documents escrits. Amb una resolució de 150 a 300 ppp n'hi ha prou per imprimir a quatre colors (CMYK).
No obstant això, existeix una fórmula matemàtica que hom permet definir aquesta resolució segons el substrat d'impressió:
{\displaystyle lpp\times 2\times fa/r=ppp}
On 'lpp', (línies per polzada) és la densitat de línies a utilitzar segons el substrat, per exemple: 150 lpp, si són papers de textura fina, 85 lpp per periòdic, etc.
'2 ' és un factor basat en la capacitat de rasterització de l'escàner
i '{\displaystyle fa/r}' és l'ampliació o disminució en què es necessita la imatge.
La fórmula es pot simplificar, com {\displaystyle lpp\times 2=ppp}.

## Conversió entre formats ràster i vectorial
La transformació d'un gràfic rasteritzat a un vectorial s'anomena vectorització. Aquest procés normalment es porta a terme o bé manualment calcant la imatge rasteritzada o bé amb l'ajuda d'un programa específic, com per exemple Corel PowerTrace. El procés invers, convertir una imatge vectorial en un gràfic rasteritzat, és molt més senzill i es diu tramar.

El cub de Rubik és un cos tridimensional que podem "interpretar" com un cos format per vòxels.

## Analogia en 3D
En infografia 3D (en tres dimensions) el concepte d'una reixeta plana de píxels s'estén a un espai tridimensional format per blocs cúbics anomenats "voxels". En aquest cas, existeix una reixa tridimensional amb elements (petits cubs) que contenen la informació del color. Tot i que els «voxels» són un concepte potent per tractar cossos amb formes complexes exigeixen molta memòria per a ser emmagatzemats. En conseqüència, a l'hora de produir imatges en tres dimensions s'utilitzen més sovint imatges vectorials 3D.